# Templenewsham
Templenewsham var en civil parish från 1866 till 1928 då den blev en del av Leeds, i grevskapet West Riding of Yorkshire (nu West Yorkshire), i England. Denna civil parish hade 3 370 invånare år 1921.